# 스테펀 퍼트루카
스테펀 퍼트루카(영어: Stefan Petrucha, 1959년 1월 27일 ~ )는 미국의 만화 작가, 청소년 소설가이다. 주로 과학 소설, 공포 소설을 쓰며 그래픽노블 《엑스파일》과 《낸시 드루》 시리즈를 쓰기도 했다.